# Cordillera de la Côte-d'Or

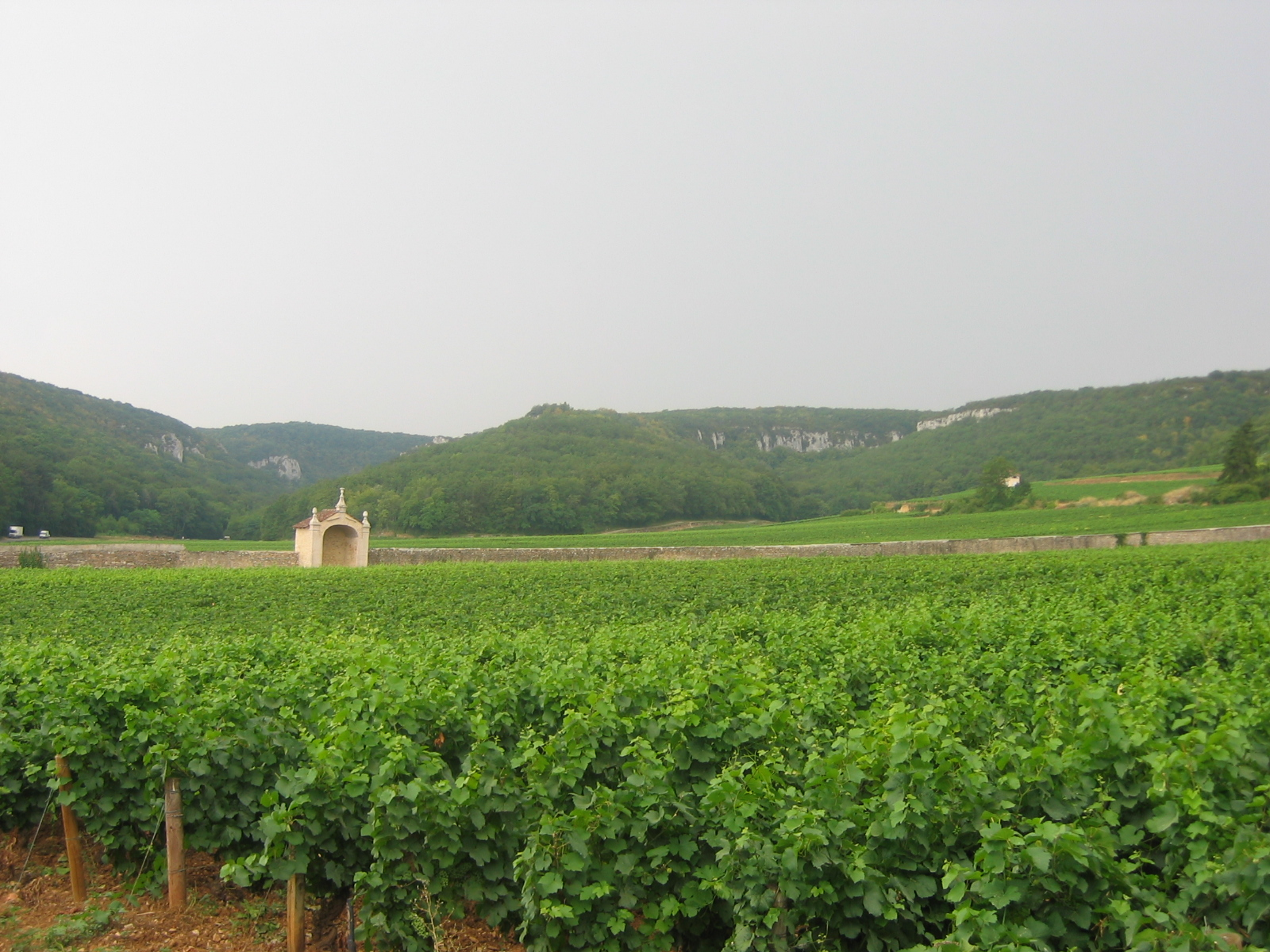
Paisaje de Côte-d'Or.

La cordillera de la Côte-d'Or se encuentra en Francia, en los departamentos de Saona y Loira y Côte-d'Or, en la región de Borgoña. Es una de las que separa las vertiente atlántica y mediterránea de los ríos franceses.
Su elevación media es de 460 m, y su cima más alta alcanza los 636 m, cerca de Bruant, en la comuna de Détain-et-Bruant (departamento de Côte-d'Or).
Su nombre significa cuesta de oro y viene del hecho de que en ella se cultivaban cantidades excedentarias de cereales, viñedos, oleaginosas, frutas y legumbres.
- Datos: Q3010659